# Sanudo (Naxos)
La familia Sanudo del Ducado de Naxos fue la rama de la familia veneciana Sanudo, separado de ella en el momento de la Cuarta Cruzada con Marco I, que en ese momento se constituyó como duque de Naxos.

## Miembros
Marco I Sanudo
Ángelo Sanudo
Marco II Sanudo
Guillermo I Sanudo
Nicolás I Sanudo
Juan I Sanudo
Fiorenza Sanudo
Marco Sanudo de Milos
Marco Sanudo de Gridia
Guglielmazzo Sanudo
Nicolás II Sanudo
María Sanudo
Elixa Sanudo
Marino Sanudo
hija de nombre desconocido